# زکریا (کنتاکی)
زکریا (به انگلیسی: Zachariah) یک منطقهٔ مسکونی در ایالات متحده آمریکا است که در شهرستان وولف، کنتاکی واقع شده‌است. زکریا ۳۷۷٫۹۶ متر بالاتر از سطح دریا قرار دارد.